# Victor Rudd
Victor Rudd (Los Ángeles, California, 18 de marzo de 1991) es un jugador de baloncesto estadounidense que actualmente juega en el Club Atlético Peñarol de Uruguay. Con 2,06 metros de altura, juega en la posición de ala-pívot.

## Trayectoria deportiva
Rudd se formó en la Universidad de South Florida, donde promedió 16.1 puntos y 6.8 rebotes en 32 partidos NCAA en la campaña 2013-14.
Rudd destaca por su polivalencia, manejo de balón y capacidad ofensiva. En 2014, en la D-League tuvo unos promedios de 15.9 puntos y 6.8 rebotes, en su primera temporada como profesional.
En 2015, el Nizhni Nóvgorod contrató a Rudd. El acuerdo fue por una temporada.
En 2020 se incorpora al club español Baloncesto Huarte tras ser agente libre llegado de la República Dominicana. Sin embargo no jugaría en ese equipo. 
En 2021 se incorpora al Biguá de la LUB de Uruguay, donde se proclama campeón.
En 2022, luego de jugar en Venezuela y en Puerto Rico, vuelve a fichar por el Biguá de la LUB de Uruguay.  
En octubre de 2024 fue confirmado como refuerzo del Al-Arabi de la QBL de Catar.